# فيرا شميت
فيرا شميت (بالمجرية: Schmidt Vera)‏ هي مغنية وكاتبة غنائية وشاعرة مجرية، ولدت في 4 مايو 1982 في ميشكولتس في المجر.

## وصلات خارجية
- فيرا شميت على موقع IMDb (الإنجليزية)
- فيرا شميت على موقع ميوزك برينز (الإنجليزية)